# Fabio Bono
Fabio Bono (Sanremo, 6 aprile 1971) è un fumettista italiano.

## Biografia

### Le origini ed il periodo italiano
Conseguita la maturità scientifica, frequenta a Milano la “Scuola del Fumetto”. Trova subito impiego come illustratore realizzando numerose copertine per riviste per ragazzi (per le Agenzie milanesi Europublishing e Fotoedizioni), libri di fiabe e calendari.
Nel 1993 viene premiato al “Salone Internazionale dell’Umorismo” di Bordighera.
Dal 1994 comincia a collaborare con:
- Il “Corrierino dei Piccoli” (lavorando sul personaggio “Tazmania” della Warner Bros.);
- La società “Stratelibri” (Girsa- “The Lord of the Rings” ispirato ai romanzi di Tolkien; Cyberpunk- “Forlorn Hope”; “Call of Cthulhu” ispirato ai romanzi di H. P. Lovecraft; “Magic” il celebre gioco di carte americano);
- La società californiana “Chaosium” per il gioco di carte “Mithos” pubblicato solo negli Stati Uniti.

Con lo sceneggiatore Gino Udina, crea nel 2000 due serie a fumetti: “The Kingdom” e “Tao”, quest'ultimo pubblicato sul “Messaggero dei Ragazzi” per il “Messaggero di S.Antonio Editrice” di Padova.
Nel 2003 disegna la copertina del catalogo di «Eurohumor 2003» ed inizia la collaborazione come vignettista per il quotidiano genovese « Il Secolo XIX ».
Nel 2004, con sua moglie Marzia, crea i primi quattro libri della serie per bambini «Nonno Gidio» per la «Scuola del Fumetto Libri»
Dal 2005 inizia la collaborazione con le Edizioni Piemme (lavorando sulla collezione « Tea sisters », della serie « Geronimo Stilton »).

### Il periodo franco/belga
Dal 2006 collabora come inchiostratore sulle serie «Watch Watch» e «Les Cercles de Akamoth» per le « Éditions Delcourt» di Parigi.
Nel 2007 realizza altri 4 libri della serie «Nonno Gidio» e disegna per «Il Messaggero dei Ragazzi» le due storie a fumetti «Giovanna d'Arco» e «San Giorgio e il Drago».
Nel 2009 viene pubblicato dall'Editore francese Soleil il suo primo fumetto francese: "Confessions d'un Templier" su sceneggiatura di Bruno Falba, serie in tre tomi.
Nel 2010 collabora in qualità di inchiostratore con l'Editore statunitense Image, lavorando sulla serie (in tre parti) "The Writer".
Questo lavoro verrà pubblicato anche in Francia dall'Editore Delcourt.
Nel Gennaio del 2011 inizia la sua seconda serie (in tre tomi) "Cathares" per il prestigioso editore francese Glenat, sempre su sceneggiatura di Bruno Falba.
- Dal 2013 lavora sul dittico che racconta i viaggi di "MARCO POLO[1]" sempre per la Glenat, sceneggiato da Didier Convard, Eric Adam e Christian Clot.

Nel Settembre 2014 firma sempre per lo stesso editore un nuovo dittico su CHARLES DARWIN (pubblicazione prevista del primo libro: Marzo 2016).
Nel 2015 inizia la collaborazione con l'editore belga Standaard Uitgeverij-WPG ottenendo il prestigioso incarico del restyling di "De Rode Ridder" (il Cavaliere Rosso), il celebre personaggio nato nel 1946 dalla penna di Willy Vandersteen. Il suo primo numero (coincidente con il numero 250 della serie regolare) sarà pubblicato nel Maggio 2016. Il suo impiego continua anche per i numeri successivi e attualmente (2025) è l'unico disegnatore ufficiale della serie regolare.
Nel 2022, parallelamente alla serie belga, pubblica con l'editore francomonegasco Plein Vent "Vingt ans après", il secondo libro della trilogia de "I Tre Moschettieri" di Dumas, con la sceneggiatura di Arnaud Delalande.

### Dalla Francia all'Italia
In Italia nel 2018 l'editore Cosmo è il primo ad interessarsi alle serie francesi di Bono e pubblica due tascabili, "Marco Polo - Alla Corte del Gran Khan"  e "Darwin, l'origine della Specie" , inserendoli nella Collezione "Gli Esploratori della Storia". Entrambi contengono i due dittici pubblicati precedentemente per Glenat.
Nell'Aprile 2019 anche la Mondadori riprende quelle serie, pubblicandole però in cartonato ed in formato più grande. Questa volta viene mantenuto anche il piano editoriale originario francese che prevede due parti per ogni serie. Marco Polo e Darwin sono inseriti nella Collezione " Historica Biografie".

### Chine
- Watch Watch ; Pubblicato da « Éditions Delcourt»)
  - Tome 2: Enfants Tigres (2006)
  - Tome 3: La Terre Sacrée (2007)
  - Tome 4: La lignée kallawaya (2007)
  - Tome 5: A l'est des Carpates (2008)
  - Tome 6: Crépuscule (2008)
- Les Cercles de Akamoth
  - Tome 4: L'archange noir (2008)
- Sam & Twitch "The Writer" Pubblicato da Éditions Delcourt e Image (2010)

### Disegni
- Confessions d'un Templier; Pubblicato da: Productions Soleil)
  - Tome 1: Les révélations du chevalier (Colore: Alex Gonzalbo/Digikore Studios) (2009)
  - Tome 2: Les secrets du Temple (Colore: Alex Gonzalbo/Digikore Studios) (2010)
  - Tome 3: Les aveux du Grand Maître (Colore: Alex Gonzalbo/Digikore Studios) (2011)
- Cathares; Pubblicato da Glénat)
  - Tome 1: Le sang des martyrs (Colore: Dimitri Fogolin) (2011)
  - Tome 2: Chasse à l'homme (Colore: Dimitri Fogolin) (2012)
  - Tome 3: La synagogue de Satan (Colore: Dimitri Fogolin) (2012)
- Marco Polo[3]; Pubblicato da Glénat)
  - Tome 1: Le garçon qui vivait ses rêves (2013)
  - Tome 2: À la cour du grand Khan (2014)
- Vingt ans après Pubblicato da Plein Vent (2022)

## Pubblicazioni in fiammingo (olandese)
- DE TEMPELIER - Editore: Uitgeverij Daedalus Archiviato l'8 dicembre 2013 in Internet Archive.)
  - 1- De onthullingen van de ridder
  - 2- De geheimen van de Tempel
  - 3- De verklaringen van de grootmeester
  - Integrale Editie - Pubblicazione nel Maggio 2013

- KATHAREN - Editore: Uitgeverij Daedalus Archiviato l'8 dicembre 2013 in Internet Archive.)
- 1- Martelarenbloed
- 2- Klopjacht
- 3- De synagoge van Satan

- DE RODE RIDDER - Editore: standaarduitgeverij
  - 250 - De Uitverkorene
  - 251 - De Gevangene
  - 252 - De Hellemond
  - 253 - Het Eindeloze Eiland
  - 254 - De Vuurproef
  - 255 - De Heks en Merlijn
  - 256 - Het Offer
  - 257 - De Onmogelijke Opdracht
  - 258 - De Hellehond
  - 259 - De Slavin
  - 260 - De Razende Magiër
  - 261 - Het Bloedkleed
  - 262 - De Laatste Waarschuwing
  - 263 - De Vervloekte Talisman
  - 264 - Een Zachte Dood

## Pubblicazioni in italiano
- NONNO GIDIO - Editore: I Libri Scuola del Fumetto
  - Nonno Gidio e il suo Pollaio
  - Nonno Gidio e il Bosco d'Autunno
  - Nonno Gidio in Alta Montagna
  - Nonno Gidio e la Pesca in Mare
  - Nonno Gidio e i Cavalieri Verdi
  - Nonno Gidio e la Sana Alimentazione
  - Nonno Gidio e l'Energia Pulita
  - Nonno Gidio e l'Educazione Ambientale
- MARCO POLO - Alla Corte del Gran Khan - (formato Tascabile) Editore: Cosmo Editoriale
- DARWIN, l'origine della Specie - (formato Tascabile) Editore: Cosmo Editoriale
- DARWIN - Prima Parte  - (grande formato in cartonato) Editore: Mondadoricomics Archiviato il 16 giugno 2019 in Internet Archive.
- DARWIN - Seconda Parte  - (grande formato in cartonato) Editore: Mondadoricomics Archiviato il 16 giugno 2019 in Internet Archive.  (di prossima pubblicazione)
- MARCO POLO - Prima Parte  - (grande formato in cartonato) Editore: Mondadoricomics Archiviato il 16 giugno 2019 in Internet Archive.  (di prossima pubblicazione)
- MARCO POLO - Seconda Parte  - (grande formato in cartonato) Editore: Mondadoricomics Archiviato il 16 giugno 2019 in Internet Archive.  (di prossima pubblicazione)